# 积水潭桥
39°56′50″N 116°21′57″E / 39.947189°N 116.365741°E
积水潭桥位于北京市西城区，是新街口外大街－新街口北大街（南北向）和德胜门西大街（东西向）交汇处的一座立交桥。城墙拆除前原为新街口豁口。该桥是一座分离式立交桥，桥梁长326.5米，宽26米。于1992年建成。